# Ligne verticale souscrite
La ligne verticale souscrite est un diacritique de l’alphabet latin. Il se présente comme une courte ligne verticale au-dessous d’une lettre. Il modifie la valeur du son représenté par la lettre. Il n’est pas à confondre avec le point souscrit auquel il ressemble.

## Utilisation
Dans l’alphabet phonétique international, la ligne verticale souscrite est diacritée à un symbole pour indiquer que cette consonne est syllabique.
Comme pour d’autres signes diacritiques utilisés dans l’alphabet phonétique international, la ligne verticale souscrite est parfois suscrite lorsque le symbole de base descend sous la ligne de base. Par exemple, [dʐʐ̍] dans la linguistique sino-tibétaine chez certains auteurs comme Alexis Michaud.

## Représentation informatique
La ligne verticale est codée dans le codage Unicode à l’aide du caractère (U+0329, ◌̩) combinable avec une lettre.